# オリンピア・キュクロス
『オリンピア・キュクロス』は、ヤマザキマリによる日本の漫画。『グランドジャンプ』（集英社）にて2018年8号から2022年15号まで連載。
古代オリンピックおよび近代オリンピックを題材としており、古代ギリシャ人の主人公が2度の東京オリンピック開催前後の日本にタイムスリップを繰り返す姿を通して、古今の文化の違いを描くコメディ作品。

## 制作経緯・作風
本作は、ヤマザキが代表作『テルマエ・ロマエ』連載時より面識のあった集英社の担当編集者より、オリンピックをテーマにした作品制作を打診されたことに端を発する。オファーを受けたヤマザキは、かねてより抱いていた「古代ギリシャ人が現在のオリンピックを見たらどう思うか」、「なぜ今の競技会は経済に大きく影響するイベントになったのか」という疑問を主題にした本作を考案し、『グランドジャンプ』で連載される運びとなった。同時にヤマザキは、スポーツが好きな人の多い訳や日本のメディアなどがスポーツを多く取り上げる理由についても分析したいとする思いから、自身がそこまで得意でない運動絡みの題材を取り上げたと語っている。ヤマザキは本作を通して、読者が2020年東京オリンピック前に古代オリンピックに関する知識の獲得や、近代オリンピックとの違いに関して考えることに繋げることを想定している。
本作の大まかな構想は2014年ソチオリンピック開催時期には完成しており、古代人がタイムスリップをするコメディ調の作風となっている。物語の流れ自体は『テルマエ・ロマエ』と共通するが、当作が主題の風呂に関する内容しか書けなかったのに対して、本作はオリンピックのみならず古今それぞれの時代における様々な文化を取り上げている特徴がある。またヤマザキは、『テルマエ・ロマエ』で取り上げた古代ローマ人は法で動いていたのに対し、古代ギリシャ人は哲学および教養を身につけることで自らをコントロールしていたという違いから、本作を『テルマエ・ロマエ』と同じにせず差別化することを製作当初から意識している。
キャラクター設定に関しては、古代ギリシャ文明における壺絵の学術的重要性に加えて、差別化を図るために試行錯誤する壺絵師が現代の漫画家とシンクロする部分があったため、壺絵師が主人公に設定されている。
古代ギリシャ当時の情勢で、油はオリーブオイルのみで料理油を中心に様々な用途に使われる、紙はパピルスで高級品であったなどが設定されている。
デメトリオスが巖谷教授と銭湯に入浴するシーンでは、壁画の富士山画に対して完全に『テルマエ・ロマエ』のルシウスと同じ反応をして、日本の富士山を知らないのでルシウスはイタリアを代表する火山であるベスビオ火山（古代ローマ時代のルシウスの時代の直後に大噴火を起こしてポンペイに火砕流が来て大勢の犠牲者が出る悲劇があった）、デメトリオスはギリシャを代表する火山であるオリンポス山と認識している。巖谷教授と同時に入浴していた客に「あんたローマ人かい？」と尋ねられて、完全に『テルマエ・ロマエ』のルシウスと同路線になっている。古代ギリシャにも公衆浴場のギムナシオンが存在したがお湯は入っておらず、お湯が入ったのは古代ローマが最初であった。

## あらすじ
オリンピックを始めとする運動競技会が盛んな紀元前400年ごろの古代ギリシャ。壺絵師見習いであるデメトリオスは、常人離れした運動神経をもちながらも草食系な性格が災いし、村人たちより侮られる日々を送っていた。ある時、領土争いの代理として提案された競技会に村の代表として強制的に選ばれたデメトリオスは、雷に打たれた瞬間オリンピックの開催に沸く1964年の日本にタイムスリップする。そこで見た運動会に触発されたデメトリオスは、内容を模した競技会を提案し、勝負を制することで村の危機を救うことに成功する。
運動や競技会が命の喜びをもたらすものであることを知り、絵師を続けながら競技会に向けてトレーニングも開始したデメトリオスは、村や自身が困難に直面する度にタイムスリップを繰り返し、その過程で出会う人物たちに薫陶を受けながら絵師としてもアスリートとしても成長していく。

## 登場人物
声の項はテレビアニメ版の担当声優。

### 古代ギリシャの人物
デメトリオス
声 - 小野大輔
本作の主人公。海際の小村トリトニアに住む壺絵師見習いの青年。村の代表選手としてオリンピックへの出場を要求されるほどの超人的な運動神経をもつが、戦争やそれ並みに殺伐としたオリンピックを嫌うため、村の人間からは「草食系オタク」と揶揄される。また、本職の絵の腕前はお世辞にも良いとは言えず、師匠やテオフィロスからは何度も廃業を勧められている。
雷に打たれるとオリンピックが開催される時代の東京にタイムスリップする能力が身に付き、そこで出会う文化や思想、協議法や競技方法を古代ギリシャで実践するようになる。なおタイムスリップする時代は決して古代ギリシャでの時間経過に対応しておらず、1964年と2020年を何度も行ったり来たりするなど一定しない。そのなかでも特に手塚の助言や円谷の自死には強く衝撃を受け、絵師および競技者として大成するにはどちらにも向き合う必要があるという考えに至り、アテネで自己研鑽を積むこととなる。
テオフィロス
声 - 片桐仁
トリトニアの村長。衰退する村を豊かにすることを第一とし、デメトリオスを無理やり競技者に転向させようとしたり、オリンピックに匹敵する競技会の開催を画策するなど苛烈な性格。
アニメ版の『別冊』では、ほぼ全話に登場。恐妻家の一面を覗かせ、妻に競技会計画を理解されず隣村の村長より稼ぎが格段に少ないことを不満がられている。
村人からの人気は低く、デメトリオスには競技参加賞のはずれカードにされたり、村長を投げる競技などを発案され、ぞんざいに扱われる。
漫画版でもデメトリオスへの無茶振りや彼のアイディアが齎した成功によって調子に乗る行動などは変わらないが、アニメ版との大きな違いとして若いころに妻を戦争で失っており、デメトリオスの絵付けの師匠いわく「昔はあんなふうじゃ無かった」「戦で愛する妻を失ってからああなってしまった」との事。
この為かトリトニア近辺一帯が疫病に見舞われ更なる困窮に追い込まれた際、アンペリウスの「ここより小さな村を襲おう」という言葉に対し「そんなことをしたらまた戦になってしまう」と戦争を忌避する反応を示している。そして直後にまたデメトリオスに「略奪も戦争もせずに神の怒りを鎮める方法を考えろ」と無茶振りをしている。
アポロニアス
声 - 嘉納みなこ
テオフィロスの一人娘。デメトリオスが密かに慕う相手だが、彼の友人であるアンペリウスとの結婚が決まっている。
アニメ版の『別冊』では女性が運動をしていけないという風潮に逆らい運動競技をしたいとデメトリオスに強く要求し、デメトリオスの近現代日本体験での発案で女性でもできる競技としてフラフープ運動をする。また競技会では観戦客をもてなすための馬車観光ツアーガイドを務める。
プラトン
デメトリオスがアテネで出会った哲学者兼レスラー。物質的な豊かさを優先するアテネの現状に危機感を覚え、金には代えられない文化の尊さや師ソクラテスが語った「魂の配慮」を市民に啓蒙しているが、中々聞き入れられずにいる。
芸術は感覚的満足感を与えるだけで中身が伴わず、アテナを堕落させソクラテスを追い詰めた元凶と考えていた。しかしタイムスリップしてきたソクラテスや手塚との対話によって、芸術による弁証は可能であることに気づかされる。さらにデメトリオスの姿から運動が弁証に比肩しうる表現である考え直すようになり、ルールに則ったレスリングで不正試合を戦い抜いたり、卓司に教えられたプロレスをデメトリオスらと展開したりすることで「魂の配慮」を実践するようになる。
ソクラテス
プラトンの師である哲学者。本編以前に良き社会の実現のために人間の真の在り方と向き合う「魂の配慮」を説いていたが、有害な思想と判断されたことで投獄され、服毒自殺を遂げた。啓蒙活動に苦戦するプラトンの前に手塚と共に現れ、芸術の可能性を示す。
スパルタ人
アニメ版のみの登場。スパルタを支配する戦闘民族で、大阪弁(関西弁)をしゃべる。体力はデメトリオスをも凌駕する。
とてもまずい豚の血のスープ（メラス・ゾーモス）を食べている。
贅沢禁止であるので豪華な食事を提供されて怒るが、パン食い競走では逆手に取られて全て高級食材パンにされて食べられずに敗北している。
エリス人の傲慢な態度に不満を持っていて、エリスがトリトニアに戦争を仕掛けてきた際にはトリトニアに援軍として加勢して、エリス人を倒そうと画策する。
エリス人
本家のオリンピック発祥の地である、オリンピアを支配する民族。
アニメ版では京都弁を喋り、本家オリンピックでは牛100頭も使う牛肉料理を参加者に振舞っていたが、デメトリオスが近現代日本体験で学んだインスタントラーメン(トリトニアラーメンと名付けた、トリトニアの海の幸を使った海鮮味)の手軽さと味に驚いている。
傲慢な態度でスパルタ人には嫌われている。
トリトニアに戦争を仕掛けて潰そうとする。
山賊
騎馬に乗って強奪をする盗賊の集団
デメトリオスを拉致したがデメトリオスの説得で改心し、マラソンの先導を行う。
アポロニアス（イルカ）
デメトリオスの友達のイルカ。好きなアポロニアスの名をつけられている。
アニメ版では、陸上に上がってデメトリオスを補佐したり、ドラムを叩いて村人と一緒にデメトリオスを軽蔑する野次の一員になったり、一緒にタイムトラベルしたこともある。
ドラクマ
アニメ版のみの登場。テオフィロスのペットであるフクロウ
イルカのアポロニアスと動物同士でライバル関係でもある。
デメトリオスにはイルカと共に競技会トリンピックのシンボルマークの一部やマスコットキャラクターにされる。
テオフィロスの妻
アニメ版のみの登場。夫のテオフィロスの稼ぎが隣村の村長と比べて格段に少ないと不満に思っていて、テオフィロスを「ろくでなし」や「甲斐性無し」と恫喝する恐妻である。
女性であるが怪力の持ち主で、夫のテオフィロスを押さえ込む力を発揮する。
デメトリオスには、テオフィロスを夫婦喧嘩で押さえ込む様を古代ギリシャの5種競技（円盤投げの由来は妻が皿をデオフィロスに投げつける、デオフィロスが村中の家の屋根を飛び回って幅跳び、妻がやり投げの代わりに棒投げで逃げ回るデオフィロスに命中させる、妻がデオフィロスを捕まえてレスリングの固め技、必死に逃げ回るデオフィロスを妻が追いかけ回して走り）の由来の物語にされてしまう。
アポロニアスの母であるかどうかは明確にされていない。
ゼウス
古代ギリシャの神様で雲の上にいる。
アニメ版では具体的に登場し、デメトリオスのタイムトラベルが彼の意思であることが判明する。また、かなり軽く、村長に召喚されて落雷を落としたり、デメトリオスには戦争阻止を懇願されてもぞんざいにあしらっていた。
隣村の村長
トリトニアの隣村の村長。
息子がいて、稼ぎもデオフィロスより格段に良い。
最初は息子と共にトリトニアに勝負を仕掛けて、勝利の暁にはデオフィロスの娘のアポロニアスを息子の嫁にする条件で、デメトリオスと卵運び勝負をして負けて、デオフィロスに勝利の賞金を払っている。
本家のオリンピックを観戦したことがあり、環境の悪さを知っている。

### 日本の人物

#### 巌谷家
デメトリオスと多く交流をもつ一家。
巌谷浅吉（いわや あさきち）
声 - 佐藤貴史
1964年ごろの東京でデメトリオスが出会う老人。デメトリオス作の壺を所有するなどギリシャ文明に造詣が深く、古代ギリシャ語でデメトリオスと会話が出来る数少ない人物。デメトリオスの時代に無い文化や思想を教える。
2020年では既に故人で、2000年ごろに大往生を遂げたとされる。
デメトリオスの壺絵は下手くそだが貴重な遺物として所有している。
スポーツも好きで、近代日本においては有名人で巖谷教授として名が通っており、巖谷が水泳競技観戦中にデメトリオスが裸でプールに乱入し警備員に取り押さえられた時も警備員が巖谷教授の名前を知っていて、巖谷が警備員に頼んで場を収めてデメトリオスに服を着させて一緒に観戦している。
アニメ版では1964年から約十年後に健在で、見た目は変わらないがその時代（1974年頃）に出現したデメトリオスにはやや老化した旨を指摘される。その際、東京都民だが近隣の都内観光で「はとバスツアー」に参加し、都内のカプセルホテルにも宿泊している。デメトリオスは古代ギリシャでこれらを可能な限り再現し、観戦客のおもてなしでバスの代わりに「はと馬車観光ツアー」を開催しカプセルホテルと同様の狭小客室の「つぼホテルサービス」を行っている。また、デメトリオスが参加者に振舞う斬新な食事を探していたところで夜食でカップ入りインスタントラーメンをデメトリオスに振舞って、デメトリオスはお湯を注ぐだけで短時間でできる素晴らしさに感動して古代ギリシャで容器は壺にして麺を揚げて再現している。
またアニメ版ではデメトリオスが戦争を面倒くさい祭り程度にしか認識していないところを、戦争映画を見せて人類の技術革新で殺し合いをしてきた悲惨な歴史や平和への誓いといった現代オリンピックの理念でもある世界平和の重要な価値観をデメトリオスに教え込み、アメリカでもベトナム戦争の中止を若者が歌で反戦運動を行うといったアドバイスも行う。1964年当時は1945年の太平洋戦争敗戦から20年余りしか経過しておらず、1955年のベトナム戦争開戦で1975年のベトナム戦争が終戦するまでの泥沼化時期でもあった。
巌谷敏郎（いわや としろう）
浅吉の孫。1964年時は年端もいかない幼子だったが、2020年では浅吉と瓜二つの容貌をした古代ギリシャの研究者になる。オリンピック委員会に名を連ねるほどの人物となっているが、息子夫婦に起こった悲劇に起因する家庭問題を抱える。
巌谷泰司（いわや たいじ）
敏郎の息子。若いころはレスリングのオリンピック候補になるほどの選手だったが、交通事故で妻を喪い、自身も選手生命を絶たれる。その後は指導者に転身するが、自分の夢を息子の卓司に押し付けるようになり、家族間に不和をもたらす原因となる。プロレスをエンターテインメント重視の低俗なスポーツと見下していたが、卓司と龍山の試合を見て考えを改める。
巌谷卓司（いわや たくじ）
敏郎の孫。3歳から父の厳しいレスリング指導によって結果を残しながらも父に認められない現状に嫌気がさし、2020年では趣味の昆虫飼育とプロレス鑑賞に傾倒している。父の過剰な指導に耐えかねて練習から逃げ出した直後、古代ギリシャにタイムスリップしてデメトリオスやプラトンらと邂逅し、彼らと交流を経てプロレスの世界で生きていくことを決め、「カブトムシマスク」の名でアマチュアプロレス団体のリングに上がるようになる。試合を鑑賞していた龍山と前代未聞の一本勝負を見せたことで父にも認められ、龍山の団体に迎え入れられることとなる。

#### その他の人物
手塚治虫（てづか おさむ）
1964年における有名漫画家。『リボンの騎士』など複数連載を抱えて缶詰めとなっていた際、満智子がアシスタントとして連れてきたデメトリオスと出会い、漫画の力やそれを伝えるために必要な表現技法および持論を伝える。後に古代ギリシャへとタイムスリップし、プラトンやソクラテスと邂逅。彼らの前で『火の鳥 鳳凰編』のキャラクターとあらすじを伝え、漫画が哲学および先人たちの思いを伝える手段になる可能性を示す。
満智子（みちこ）
声 - 長澤優花
巌谷の近所に住む少女。漫画家を志しており、手塚のアシスタントとして修業を積んだ後、少女漫画家となる。
円谷幸吉（つぶらや こうきち）
1964年東京オリンピックの男子マラソン日本代表選手で、同大会の銅メダリスト。入賞時は走ることの素晴らしさを伝えたいとする思いを抱えていたが、全国民から寄せられる期待への重圧や練習を優先させられる生活に心をすり減らしていき、1968年に自殺する。
デメトリオスとは彼が東京大会のマラソン走路上にタイムスリップした際に面識をもつ。2度目の邂逅では互いに長距離走を強要される立場から共感を抱き、死亡寸前にはデメトリオスにそれまで抱えていた思いの丈を告白する。
前田龍山（まえだ りゅうざん）
敏郎とほぼ同じ世代の男性。本名は「龍一」。幼少期に幼い弟妹のため万引きしたところでデメトリオスと面識をもつ。その後孤児院に入り、商品の米俵狙いで地域の相撲大会に何度も出場。小兵ながらも大柄の相手を投げ飛ばす身体能力がプロレスと相撲の関係者の目に留まり、成長後プロレス入りする。選手時代は「ヘラクレス」のリングネームで業界を席巻する。2020年には有名団体の社長となっている。タイムスリップしたデメトリオスと再会し、彼と一緒にいた卓司と邂逅。彼が泰司の考えに逆らいアマチュアプロレスに参加していることを知ると、病気持ちの身体をおして卓司と試合を組み、プロレスが周囲を感動させられるエンターテインメントであることを証明した。
ルシウス・クイントゥス・モデストゥス
ヤマザキの代表作『テルマエ・ロマエ』の主人公。デメトリオスの生きる時代より約500年後のローマ帝国に生きるローマ人の浴場技師。浴場や温泉などの湯（場合によっては海や生簀などの水場）から現代日本と古代ローマとをタイムスリップで行き来する。
トリトニアに疫病が流行った際に、その対策に悩むデメトリオスと現代の銭湯で邂逅する。最初はローマ帝国の共用語であるラテン語でデメトリオスに話しかけ「言葉がわかりません」とギリシャ語で返されるが、ルシウスはギリシャで本場の浴場文化を学んだ知識人であるため、以降はギリシャ語で彼と対話している。
銭湯から上がった後、雷でタイムスリップするデメトリオスに巻き込まれる形でトリトニアに飛ばされる。 ローマ帝国へ帰るための湯を求め、また疫病対策にもなる身体を綺麗にする習慣付けのため水道と公衆浴場の整備を行おうとするが、作業にあたる村民たちの疫病対策が不充分だったため難航する。
デメトリオスに浴場の代わりになる温泉があるか尋ね、彼の案内でトリトニアの海岸に良質の火山性温泉が湧いていることを見つけると、足を滑らせたデメトリオスと共に海の温泉で溺れかけた拍子に現代日本の海沿いの温泉街へとタイムスリップする。そこで見かけた砂風呂を体験し、トリトニアに戻って現地に再現する。
自分の時代のローマでも疫病が流行っていたルシウスは「我々ローマ人が失った謙虚さ」を持つデメトリオスの健闘を祈りながら、薬湯用の薬草と共にローマ帝国へと帰っていった。

## 書誌情報
- ヤマザキマリ『オリンピア・キュクロス』 集英社〈ヤングジャンプ・コミックス〉、全7巻
  1. 2018年7月19日発売[8]、ISBN 978-4-08-891079-6
  2. 2018年12月19日発売[9]、ISBN 978-4-08-891159-5
  3. 2019年7月19日発売[10]、ISBN 978-4-08-891330-8
  4. 2020年2月19日発売[11]、ISBN 978-4-08-891521-0
  5. 2021年4月19日発売[12]、ISBN 978-4-08-891606-4
  6. 2021年8月18日発売[13]、ISBN 978-4-08-892040-5
  7. 2022年9月16日発売[14]、ISBN 978-4-08-892258-4

## テレビアニメ
『別冊オリンピア・キュクロス』（べっさつオリンピア・キュクロス）のタイトルで、5分間のショートアニメとして2020年よりTOKYO MXにて放送された。第1話から第4話は4月および5月に放送され、5話以降は新型コロナウイルスの感染拡大の影響より6月から11月まで放送された。
作風は原作をもとにしたオリジナルのギャグ作品になっており、毎回金に目がくらんだ村長に無理難題を押し付けられたデメトリオスが1964年の文物を学んでそれを元の時代で再現するパターンになっている。ストーリーの進展にともないデメトリオスは村長とともにトリトニア村内の運動会規模から開始し徐々に規模を大きくしていき、最終的にはトリトニアで行われるオリンピック（トリンピック）へと成長している。このため、原作では取り扱われていないおもてなしの精神や日本料理の再現エピソードなどが盛り込まれ、デメトリオスもカプセルホテルやカップヌードルなどのネタのために約十年後（1970年代）へも出現している。またタイムトラベルがゼウスの意思（村長が召喚したこともあるのでかなり適当）によるものである事が描写されている。
演出上の特徴としては、古代ギリシャパートがクレイアニメ、日本パートが紙芝居風のアニメーションを中心に実写映像も交えながら表現される。

### スタッフ
- 原作 - ヤマザキマリ[1]
- 監督・脚本・アニメーション・キャラクターデザイン - 藤井亮[1]
- 構成・脚本 - 坪井篤志、竹村武司[7]
- 設定監修 - 長田龍太
- 編集・CG - 奥本宏幸（チーフエディター）、安田勇真（3DCG・編集）、橋本真吾
- 音響監督 - 辻元良
- 音響制作 - サウンズユー[7]
- 制作プロデューサー - 川路文、坪井篤志
- プロデューサー - 花田聖、吉良俊一郎、手島悦子、中島直人、篠崎真哉
- アニメーション制作 - 豪勢スタジオ
- 制作 - 電通[7]
- 製作 - 『別冊オリンピア・キュクロス』制作委員会（MTDD、集英社）[1][7]

### 主題歌
オープニングテーマはジョアキーノ・ロッシーニの「ウィリアム・テル序曲」が使用される。これは本来の演奏ではなく、片桐仁とアレンジ担当の林彰人が歌う形でメロディーが流れる。
林作曲、藤井亮作詞のエンディングテーマは、基本的にサブタイトルと同じ名前の曲が吟遊詩人ホニェーロスなるキャラクター（歌：林彰人）によって歌唱される。なお、最終話のみこの法則から外れた「東京トリンピック音頭」が使用された。ホニェーロスもクレイアニメーションで描かれているが、本編とは異なり、口元の表現にはシンクロ・ヴォックス（Syncro-Vox）が使われている。

### 各話リスト
| 話数       | サブタイトル / EDタイトル | 初放送日       |
| ---------- | ------------------------- | -------------- |
| 第一話     | 君はヘレネス              | 2020年 4月20日 |
| 第二話     | ZE.N.RA                   | 4月27日        |
| 第三話     | 男のアレーテー            | 5月4日         |
| 第四話     | 始まりはいつもゼウス      | 5月11日        |
| 第五話     | 涙のエーゲ海              | 6月22日        |
| 第六話     | 今夜はシンポジオン        | 6月29日        |
| 第七話     | スイート・オリンピア      | 7月6日         |
| 第八話     | エンドレスサマー          | 7月13日        |
| 第九話     | 立てろ！トロパイオン      | 7月20日        |
| 第十話     | スパルタ人こわい          | 7月27日        |
| 第十一話   | 国外では別の顔            | 8月3日         |
| 第十二話   | さよならスパルタ          | 8月10日        |
| 第十三話   | LADY discrimination       | 8月17日        |
| 第十四話   | 君は何スロン              | 8月24日        |
| 第十五話   | 夢のマーケット            | 8月31日        |
| 第十六話   | ずるい皇帝                | 9月7日         |
| 第十七話   | 君のペッソイ              | 9月14日        |
| 第十八話   | 哲学者の食卓              | 9月21日        |
| 第十九話   | ヘルマ！ヘルマ！ヘルマ！  | 9月28日        |
| 第二十話   | BURNING FIRE              | 10月5日        |
| 第二十一話 | 村人A                     | 10月12日       |
| 第二十二話 | 君の白い嘘                | 10月19日       |
| 第二十三話 | サヨナラの折に…           | 10月26日       |
| 第二十四話 | トリンピック              | 11月2日        |

### 放送局
| 放送期間                                                                           | 放送時間           | 放送局   | 対象地域 | 備考             |
| ---------------------------------------------------------------------------------- | ------------------ | -------- | -------- | ---------------- |
| 2020年4月20日 - 5月11日（第1話 - 第4話） 2020年6月22日 - 11月2日（第5話 - 第24話） | 月曜 21:54 - 22:00 | TOKYO MX | 東京都   | リピート放送あり |

| 配信開始日    | 配信時間            | 配信サイト | 備考               |
| ------------- | ------------------- | --- | ------------------ |
| 2020年4月20日 | 月曜 22:00 更新     | Amazonプライム・ビデオ dアニメストア dTV FOD U-NEXT あにてれ アニメ放題 バンダイチャンネル GYAO! Rakuten TV ニコニコチャンネル ビデオマーケット |                    |
| 2020年4月21日 | 火曜 0:00 更新      | ひかりTV |                    |
|               | 火曜 10:00 更新     | VIDEX |                    |
|               | 原則火曜 19:00 更新 | TSUTAYA TV | 複数話連結して配信 |
| 2020年4月22日 | 水曜 0:00 更新      | J:COMオンデマンド milplus TELASA |                    |
| 2020年4月23日 | 木曜 22:00 更新     | ふらっと動画 ゲオTV |                    |
| 2020年4月24日 | 金曜 12:00 更新     | HAPPY!動画 |                    |